# Пушки окръг
Пушки окръг (на полски: Powiat pucki; на кашубски: Pùcczi kréz) е окръг в Северна Полша, Поморско войводство. Заема площ от 572,14 км2.
Административен център е град Пуцк.

## География
Окръгът се намира в историческия регион Померелия (Гданска Померания). Разположен е в североизточната част на войводството. Той е част от етнографската област Кашубия.

## Население
Населението на окръга възлиза на 80 106 (2012 г.). Гъстотата е 140 души/км2.

## Административно деление
Административно окръгът е разделен на 7 общини.
Градски общини:
- Владиславово
- Пуцк
- Хел
- Ястарня

Селски общини:
- Община Косаково
- Община Крокова
- Община Пуцк

## Фотогалерия
- Владиславово
- Пуцк
- Хел
- Ястарня